# Яковка (Орловская область)
Яковка — село в Колпнянском районе Орловской области России. Входит в состав Белоколодезьского сельского поселения.

## География
Село находится в юго-восточной части Орловской области, в лесостепной зоне, в пределах центральной части Среднерусской возвышенности, на правом берегу реки Белая, на расстоянии примерно 16 км (по прямой) к юго-востоку от посёлка городского типа Колпна, административного центра района. Абсолютная высота — 180 м над уровнем моря.
Климат
Климат характеризуется как умеренно континентальный. Средняя температура января −8,5 °C, средняя температура июля +18,5 °C. Годовое количество осадков 500—550 мм (средняя сумма осадков 515 мм). Среднегодовая температура воздуха составляет +4,6 °C.
Часовой пояс
Село Яковка, как и вся Орловская область, находится в часовой зоне МСК (московское время). Смещение применяемого времени относительно UTC составляет +3:00.

## Население
| 2002 | 2010 |
| ---- | ---- |
| 320  | ↘295 |

Половой состав
По данным Всероссийской переписи населения 2010 года, в гендерной структуре населения мужчины составляли 44,4 %, женщины — соответственно 55,6 %.
Национальный состав
Согласно результатам переписи 2002 года, в национальной структуре населения русские составляли 92 % из 320 чел.

## Достопримечательности
В селе находится «Охотников замок», построенный в конце XIX века.